# ولاية كوارة
ولاية كوارة هي إحدى الولايات الست وثلاثين المكونة لنيجيريا. الإنجليزية هي اللغة الرسمية. تقطنها قبائل اليوروبا.
من أشهر أبنائها الشيخ كمال الدين الأدبي، منشئ فرع المعهد الأزهري في إلورين، والذي تغير اسمه في عام 2005 إلى جامعة كمال الدين الأدبي.